# Chema Purón
José María Purón Picatoste (Logroño, La Rioja tartomány, Spanyolország, 1951. március 24.), közismertebb  nevén Chema Purón, spanyol énekes, zeneszerző, dalszövegíró, gitáros, producer és menedzser. Számos ismert spanyol és latin-amerikai énekesnek írt díjnyertes dalokat.

## Munkássága
1951. március 24-én született a spanyolországi La Rioja autonóm közösség és megye fővárosában, Logroñóban. Első együttesét, a Dúo Fendert 13 évesen alapította egy osztálytársával, majd 1970-ig a Los Yankos együttes tagja volt. Még ebben az évben Madridba költözött, ahol reklámmarketinget és jogot tanult.
Énekesként négy albumot készített, melyek nagyon sikeresek voltak Spanyolországban és Latin-Amerikában. 1982-ben feladta önálló zenei karrierjét, hogy más spanyol és latin-amerikai énekesek szerzőjeként és producereként dolgozhasson tovább.
Számos ismert énekes adta elő és nyert díjat dalaival, köztük José Luis Rodríguez «El Puma», Paloma San Basilio vagy Ednita Nazario. Az általa írt Vuelve conmigo című dallal, melyet Anabel Conde adott elő, Spanyolország második lett az 1995-ös Eurovíziós Dalversenyen, 2003 februárjában pedig Qué haría contigo című számával a spanyol Gisela megnyerte a Viña del Mar-i Nemzetközi Dalfesztivált Chilében.
Jelenleg a fiatal spanyol énekesnő, Lucía Pérez producere, menedzsere és gitárosa, akit minden fellépésre elkísér, valamint ő írja dalai többségét is.
Saját zenei kiadója van, amely Letras y Musas („Dalok és Múzsák”) néven fut.

## Diszkográfia
Énekesként négy saját albumot készített:
| Év   | Cím                 | Magyarul           |
| ---- | ------------------- | ------------------ |
| 1977 | Alma                | „Lélek”            |
| 1978 | A mi compañera      | „Kolléganőmnek”    |
| 1980 | A la orilla del mar | „A tenger partján” |
| 1982 | En ti               | „Benned”           |

## Fordítás
- Ez a szócikk részben vagy egészben a Chema Purón című spanyol Wikipédia-szócikk fordításán alapul.  Az eredeti cikk szerkesztőit annak laptörténete sorolja fel. Ez a jelzés csupán a megfogalmazás eredetét és a szerzői jogokat jelzi, nem szolgál a cikkben szereplő információk forrásmegjelöléseként.

## Külső hivatkozások
- Chema Purón hivatalos honlapja